# Martin z Dumia
Martin z Dumia či Martin z Bragy (okolo 510-520 - okolo 580) byl arcibiskup z Bragy, je uctíván jako světec v katolické církvi.

## Život
Martin se narodil někdy mezi léty 510 až 520 v jižní Panonii, kterou opustil okolo roku 536 a vydal se na pouť do Svaté země. Tam se setkal s několika hispánskými mnichy, kteří ho přesvědčili o cestě do Galície, kde měl šířit křesťanství mezi zdejšími Svéby. Byl mu svěřen úřad bragského biskupa. Později byl povýšen na arcibiskupa. Založil ve své diecézi několik klášterů, od jednoho z nich v Dumiu získal svůj přídomek. Také napsal několik prací, mezi nejznámější patří Formula vitae honestae a De correctione rusticorum. Za svou účast na pokřesťanštění Svébů byl svatořečen, jeho svátkem je 20. březen.